# Martin Jazairi
Martin Jazairi (3. dubna 1969 Praha) je český novinář. Jeho matkou je spisovatelka a novinářka Pavla Jazairiová.

## Život
Vystudoval Filozofickou fakultu Univerzity Karlovy podle jiného zdroje Fakultu sociálních věd Univerzity Karlovy. Od poloviny 90. let pracoval s přestávkami pro v Českou televizi. Nejprve jako redaktor zahraničního zpravodajství (několik let byl zpravodajem ČT v Moskvě, později v redakci aktuální publicistiky. Mimo jiné na reportážích pořadu Fenomén DNES.
V roce 2008 byl redaktorem časopisu Respekt. Je držitelem ocenění Novinářská křepelka za rok 2001. 